# Dick Tracy (série télévisée, 1950)
 (septembre 2017).
Si vous disposez d'ouvrages ou d'articles de référence ou si vous connaissez des sites web de qualité traitant du thème abordé ici, merci de compléter l'article en donnant les références utiles à sa vérifiabilité et en les liant à la section « Notes et références ».
Pour les articles homonymes, voir Dick Tracy (homonymie).
Dick Tracy est une série télévisée américaine en quarante épisodes de 25 minutes, en noir et blanc, créée d'après le personnage de pulp éponyme et diffusée entre le 13 septembre 1950 et le 6 février 1952 sur le réseau ABC.
Cette série est inédite dans tous les pays francophones.

## Synopsis
Le policier Dick Tracy et son collègue Sam Catchem affronte toute une ribambelle de criminels tous plus patibulaires les uns que les autres...

## Fiche technique
- Titre original : Dick Tracy
- Supervision des scénarios : Robert Leslie Bellem
- Réalisation : Thomas Carr, Will Sheldon, Nate Watt, B. Reeves Eason, Duke Goldstone, P.K. Palmer et Charles F. Haas
- Scénario : Dwight V. Babcock, Todhunter Ballard, Robert Leslie Bellem, Fritz Blocki, Don Brinkley, Roy Hamilton, Edmond Kelso, William Lively, P.K. Palmer et Milton Raison
- Producteur : P.K. Palmer
- Producteur exécutif : Herbert Moulton
- Producteur associé : Robert M. Snader
- Directeurs de la photographie : Harold E. Stine, Ira H. Morgan, Joseph F. Biroc et Gilbert Warrenton
- Montage : Harvey Manger, George McGuine, Sherman A. Rose et Frank Tessena
- Création des décors : Rudi Feld
- Effets spéciaux de maquillage : Curly Batson et Armand Delmar
- Compagnie de production : P.K. Palmer Productions
- Compagnie de distribution : ABC
- Origine :  États-Unis
- Langue : Anglais Mono
- Image : Noir et blanc
- Ratio : 1.33:1 plein écran
- Négatif : 35 mm
- Durée : 25 minutes
- Genre : Policier

## Distribution
- Ralph Byrd : Dick Tracy
- Joe Devlin : Sam Catchem
- Angela Greene (en) : Tess Trueheart
- Martin Dean : Junior
- Pierre Watkin : Le chef de la police Pat Patton

## Épisodes

### Première saison (1950-1951)
1. The Brain: Part I
2. The Brain: Part II
3. The Brain: Part III
4. The Brain: Part IV
5. The Brain: Part V
6. Dick Tracy and the Stolen Emeralds
7. Breathless Mahoney
8. The Missing Bonds
9. The Mole: Part I
10. The Mole: Part II
11. The Mole: Part III
12. The Mole: Part IV
13. The Payroll Robbery
14. Dick Tracy vs. The Swami
15. Flattop: Part I
16. Dick Tracy and Flattop (*)
17. Hi-Jack
18. The Foreign Agents: Part I
19. The Foreign Agents: Part II

(*) Il s'agit de l'épisode pilote considéré dans la numération comme l'épisode 0.

### Deuxième saison (1951-1952)
1. B.B. Eyes: Part I
2. B.B. Eyes: Part II
3. B.O. Plenty's Folly
4. Dick Tracy and the Brow
5. Junior and the Sapphire Mystery
6. Dick Tracy and Pruneface: Part I
7. Dick Tracy and Pruneface: Part II
8. Return of Pruneface: Part I
9. Return of Pruneface: Part II
10. Dick Tracy Meets Heels Beals
11. Tess and the Smugglers
12. Tracy is Missing!
13. The Brow Returns
14. Shaky's Secret Treasure
15. The Mosquito Murders
16. The Egyptian Mummy Case
17. Dick Tracy Meets the Shark
18. The Ghost of Gravel Gertie
19. Dick Tracy and Big Frost
20. The Teen Mob
21. The Case of the Dangerous Dollars

## Production
- Ce n'est qu'après avoir projeté au directeur de la chaîne ABC le pilote intitulé Dick Tracy and Flattop que la mise en production des 39 épisodes a pu voir le jour pour la rentrée 1950.
- La série aurait dû continuer après la seconde saison mais la mort prématurée de l'acteur Ralph Byrd d'une crise cardiaque en août 1952 a obligé la chaîne à diffuser des épisodes des serials en guise de nouveaux épisodes au public.